# Kürken
Kürken ist eine 233 Meter hohe Erhebung im Südwesten der Stadt Wuppertal im Stadtteil Cronenberg.

## Topologie
Am westlichen Fuß des Berges, der zum Naturschutzgebiet Staatsforst Burgholz gehört, verläuft die Wupper. Auf der linken Seite der Wupper verläuft die autobahnähnlich ausgebaute Landesstraße 74 (L 74). Im Norden wird die Erhebung Kürken durch das Tal des Weilandsiepens vom Neuenberg getrennt. Im Süden befindet sich das Tal des Herichhauser Bachs. Im Osten liegt der Wuppertaler Stadtteil Cronenberg mit der Ortslage Schwabhausen. Die Erhebung ist Teil der naturräumliche Einheit Burgholzberge (Ordnungsnummer 338.051).

## Bauwerke
Der Neuenberg ist bis auf den östlichen Bereich unbebaut und zum großen Teil bewaldet. Das Forsthaus des Staatsforstes und das Waldpädagogische Zentrum liegen auf dem Kürken. Auf seiner Gipfellage befindet sich das Arboretum Burgholz mit Schwerpunkt auf nordamerikanische Gehölze.